# Округ Јихлава
Округ Јихлава (чеш. Okres Jihlava) је округ у крају Височина, у Чешкој Републици. Административно средиште округа је град Јихлава.

## Становништво
Према подацима о броју становника из 2012. године округ је имао 112.181 становника.